# Mario Camerini
Mario Camerini (n. 6 februarie 1895, Roma, Regatul Italiei – d. 4 februarie 1981, Gardone Riviera, Lombardia, Italia) a fost un  regizor și scenarist italian. 

## Biografie
Vărul lui Augusto Genina, Mario Camerini a realizat cele mai cunoscute filme din Italia în anii 1930, majoritatea comedii cu actorul Vittorio De Sica. A regizat aproximativ 50 de filme până în 1972, printre care Ulise în care au apărut vedetele americane Kirk Douglas și Anthony Quinn, filmul fiind una dintre primele coproducții Europa/SUA.  
Mario Camerini a decedat în 1981 la Gardone Rivera, Italia. 

## Filmografie (selecție)
- 1923 Wally
- 1923 Jolly, clovn de circ (Jolly, clown da circo / Jolly)
- 1924 Casa copiilor (La casa dei pulcini)
- 1925 Vreau să-mi înșel bărbatul (Voglio tradire mio marito)
- 1925 Saetta, principe per un giorno
- 1925 Maciste împotriva șeicului (Maciste contro lo sceicco)
- 1928 Kif Tebbi
- 1929 La răspântie (Rotaie)
- 1931 Figaro and His Great Day (Figaro e la sua gran giornata)
- 1932 The Last Adventure
- 1932 Oamenii, ce canalii! (Gli uomini, che mascalzoni...)
- 1933  Giallo
- 1933 T'amerò sempre
- 1934 Ca frunzele (Come le foglie)
- 1934 Il Cappello a tre punte
- 1935 Aș da un milion (Darò un milione)
- 1936 The Great Appeal (Il Grande appello)
- 1936 Dar nu-i un lucru serios (Ma non è una cosa seria)
- 1937 Vânzătorul de ziare (Il signor Max)
- 1938 Omul care nu a putut spune nu (Der Mann, der nicht nein sagen kann)
- 1939 Păcatul Laurettei (I grandi magazzini)
- 1939 Documentul (Il documento)
- 1940 Una romantica avventura
- 1941 Logodnicii (I promessi sposi)
- 1942 Una storia d'amore
- 1942 Te voi iubi mereu (T'amerò sempre)
- 1945 Două scrisori anonime (Due lettere anonime)
- 1946 L'angelo e il diavolo
- 1947 Fiica căpitanului (La figlia del capitano)
- 1948 Suspine pe stradă (Molti sogni per le strade)
- 1950 Brigandul Musolino (Il Brigante Musolino)
- 1951 Honeymoon Deferred (Due mogli sono troppe)
- 1952 Soție pentru o noapte (Moglie per una notte), adaptare a The Dazzling Hour de Anna Bonacci, cu Gina Lollobrigida (1958 US)[8]
- 1952 Eroi de duminică (Gli eroi della domenica)
- 1954 Ulise (Ulisse)
- 1955 Frumoasa morăriță (La bella mugnaia)
- 1956 Sora Letizia (Suor Letizia)
- 1957 Count Max
- 1957 Vacanță la Ischia (Vacanze a Ischia)
- 1959 Prima dragoste (Primo amore)
- 1960 Crima (Crimen)
- 1960 Briganzii italieni (I Briganti Italiani)
- 1963 Il mistero del tempio indiano
- 1963 Kali Yug, zeița răzbunării (Kali Yug, la dea della vendetta)
- 1966 Un delict aproape perfect (Delitto quasi perfetto)
- 1971 Eu nu văd, tu nu vorbești, el nu aude
- 1972 Don Camillo e i giovani d'oggi